# Eric Ortiz
Eric Ortiz est un boxeur mexicain né le 19 mai 1977 à Mexico.

## Carrière
Passé professionnel en 1996, il remporte le titre vacant de champion du monde des poids mi-mouches WBC le 11 mars 2005 après sa victoire par arrêt de l'arbitre au 7e round round contre Jose Antonio Aguirre. Ortiz est en revanche battu dès le combat suivant par Brian Viloria le 10 septembre 2005 et met un terme à sa carrière de boxeur en 2012 sur un bilan de 32 victoires, 13 défaites et 3 matchs nuls.